# Charles François Dulauloy

Wappen des Charles François Dulauloy, comte de Randon

Charles François Dulauloy, comte de Randon, (* 9. Dezember 1761 in Laon; † 3. Juni 1832 in Villeneuve-Saint-Germain) war ein Général de division  der französischen Revolution und des Ersten Kaiserreichs.

## Karriere
Aus einer angesehenen Familie stammend, trat er 1780 als Eleve in die Artillerietruppe ein. Im Jahr 1788 wurde er zum Capitaine befördert. Während des Vormarschs der Alliierten auf Paris im Ersten Koalitionskrieg bis zur Kanonade bei Valmy kommandierte er die Artillerie von Paris. Bei den Kämpfen im Aufstand der Vendée zwischen den Revolutionären und den Royalisten konnte er sich auszeichnen und wurde 1793 zum Colonel (dt.: Oberst) befördert. Bereits 1794 erfolgte seine Beförderung zum Général de brigade. Während der Sitzung des Nationalkonvents am „8 thermidor an III“ (26. Juli 1795) konnte er vor diesem die Kapitulation des befestigten Nieuwpoort verkünden. (Nieuwpoort gehörte bis zu diesem Zeitpunkt zu den Österreichischen Niederlanden und somit zu den Alliierten.)
Danach wurde er Mitglied in der Direktion für die Marschbewegungen der Armeen im Wohlfahrtsausschuss, und anschließend Kommandeur über die Artillerie der „Armée du Nord“ (Nordarmee), der „Armée de Sambre et Meuse“ (Sambre-Maas-Armee) und der „Armée de l'Ouest“ (Westarmee).
1799 war er als Oberkommandierender von Ligurien (Stabssitz in Genua) mit der Verteidigung des Tortonese (Piemont) beauftragt,
Im Jahre 1802 organisierte er die Artillerieschule in Metz (École d'artillerie de Metz) und wurde 1803 bei der Armée de Hanovre (Hannoverarmee) dienend, zum Général de division befördert. 1806 wurde er zum Artilleriekommandeur im Königreich Neapel ernannt.
Im gleichen Jahr übernahm er das Kommando über das 4. Korps der Grande Armée. Mit diesem konnte er sich in der Schlacht bei Eylau, der Schlacht bei Heilsberg und der Schlacht bei Friedland auszeichnen und erhielt für seine Verdienste das Kreuz eines Grand Officier der Ehrenlegion verliehen.
1808 wurde er zum Comte de l'Empire de Randon (dt.etwa: Reichsgraf von Randon) ernannt und war mit dem von ihm befehligten 2. Corps an schweren Kämpfen in Spanien beteiligt. Danach wurde er nach den Niederlanden abgeordnet, von wo aus er an der Invasion von Großbritannien teilnehmen sollte.
Mit der Grande Armée nahm er an den Feldzügen der Jahre 1811 und 1812 teil. 1813 wurde er zum Kommandanten der Artillerie der  Garde impériale bestimmt.  Nach der siegreichen Schlacht bei Großgörschen wurde Dulauloy das Großkreuz des Ordens der Wiedervereinigung verliehen. Er hatte die leichte Artillerie massiv zur Bekämpfung der feindlichen Linien eingesetzt. In der Schlacht bei Bautzen, der Schlacht um Dresden und der Völkerschlacht bei Leipzig (hier kommandierte er den Parc et Génie de la Garde - Artillerie- und Pionierpark der Garde) setzte er diese Reserven der Gardeartillerie immer wieder auf das Zentrum der gegnerischen Kräfte an.
Am 5. Dezember 1813 wurde Dulauloy zum Staatsrat und am 7. Dezember des gleichen Jahres zum Kammerherrn Napoleons ernannt.
Nach der ersten Rückkehr der Bourbonen übergab ihm König Louis XVIII. das Amt eines Generalinspekteurs der Artillerie.
Während der Herrschaft der Hundert Tage durch Napoleon ernannte dieser Dulauloy zum Pair von Frankreich und Gouverneur von Lyon.
Nach der erneuten Rückkehr des Königs wurde er in den Ruhestand versetzt.
Dulauloy starb am 30. Juni 1832 in Villeneuve-Saint-Germain (Aisne).